# Thugny
Thugny est une localité de Thugny-Trugny et une ancienne commune française, située dans le département des Ardennes en région Grand Est. 

## Toponymie
Le nom de la localité est attesté sous les formes Tudiniacus en 552, Dunneias en 917, Tuniacus en  1090, Tuegni en  1245, Tueni en  1249-52, Tuigni en 1262.

## Histoire
Elle fusionne avec la commune de Trugny, en 1829, pour former la commune de Thugny-Trugny.

## Politique et administration
| Période                                  | Période | Identité | Étiquette | Qualité |
| ---------------------------------------- | ------- | -------- | --------- | ------- |
| Les données manquantes sont à compléter. |         |          |           |         |
|                                          |         |          |           |         |

## Démographie
| 1793 | 1800 | 1806 | 1821 |
| ---- | ---- | ---- | ---- |
| 334  | 375  | 422  | 401  |

Histogramme

(élaboration graphique par Wikipédia)